# 本谷紗己
本谷 紗己（ほんたに さき、1990年3月8日 - ）は、日本の女性ファッションモデル。HYBRID BANK所属。雑誌『S Cawaii!』元専属モデル。和歌山県和歌山市和歌浦出身。

## 経歴
プール学院大学（現桃山学院教育大学）で保育士・幼稚園教諭を目指していたが、在学中に「和歌山美少女図鑑」のスカウトを受け、モデルの仕事を体験。楽しさを知り2011年には事務所に所属。大学を卒業後、大阪府を拠点にファッション誌のスナップや通販サイトのモデル活動を開始。すぐにモデルとしての頭角を現し、ファッション誌「EDGE STYLE」の専属モデルとなる。専属デビューを果たして間もなく、2014年東京ガールズコレクションA/WにてミスTGCの準グランプリに選ばれる。和歌山市在住のまま、ファッション誌『S Cawaii!』の専属モデルとして全国をまたにかけ、雑誌やネットショップ、TVなどで活躍の幅を広げている。
2015年、和歌山県公式Instagramイメージガールに委嘱される。同年、会社for the girlを立ち上げ女子力UPサイト「モデル女子」を運営、代表を務める。
2016年、和歌山市観光発信人に委嘱される。公式TwitterやFacebookのアイコンの右下にはわかやまコンシェルジュ認定マークが付けられていた。
2018年5月31日、関西サッカーリーグ1部のアルテリーヴォ和歌山の公式Instagramマネージャーに委嘱された。
2020年6月10日、SUPERB GAMINGSにストリーマー部門に加入したことが発表された。同年8月4日、紀の国わかやま文化祭2021のスペシャルインフルエンサーに就任した。
2021年4月9日、結婚を自身のInstagramで報告した。
2023年4月1日、YouTubeさっぴょんチャンネルの休止とその間のネットでの発信はTikTokを中心に力を入れることが発表された。
2024年2月8日、同年2月3日に長女を出産したことを公表した。
同年7月2日、ペットの似顔絵屋さんを開始した。
2025年3月31日、小学生時代からの幼馴染の歌手SAYAKAと、YouTubeチャンネルを始めることを発表した。
2025年4月1日、和歌山県公式Instagram insta_wakayamaアンバサダーに就任した。

## 出演

### 雑誌
- 全国誌「S Cawaii!」専属モデル
- ゼクシィ
- EDGE STYLE
- Nicky
- ブレンダ・ナッツ
- KATY
- egg
- ルナウーマン表紙
- 「napla」カタログ表紙、チョコ表紙
- mensegg
- 小悪魔ageha
- deep
- 姫スタイル

### テレビ番組
- テレビ和歌山生放送
- キラリええもんみつけ旅和歌山出演
- わくわく編集部

### ネットショップ
- ニッセン
- しまむら
- GRL
- creve
- ドレスショップan
- メガロード
- ややましサイト
- 堀江のことならドットコム
- サルース・ベビードール
- メルティーハニーウィッグ
- セレブリティアイズ
- 白鳩
- 京都さがの館
- アクアドール
- アブソール
- フェルトマリエッタ

### イベント
- 東京ガールズコレクション(MissTGC2014ss準グランプリ)
- 関西コレクション
- TGCナイト
- 和歌山コレクション
- グリーンパスヘアショー
- kyabarakuAward（全国5位）
- AGCファッションショー
- ドレスサンタファッションショー
- Ichika
- TSUTAYA
- ケアー
- ビュートリアム
- ツーリズムEXPOジャパン(2019年和歌山ブース) 於:インテックス大阪

### 映画
- ボクはボク、クジラはクジラで、泳いでいる。（2018年）
- ふまじめ通信（2023年10月20日） - 地元タクシー運転手マナツ 役[17][18]。

### CM
- JAバンク和歌山（2016年3月 - ）
- 和歌山県選挙啓発TVCM